# Karruia gracilis
Karruia gracilis är en insektsart som beskrevs av Vitaly Michailovitsh Dirsh 1958. Karruia gracilis ingår i släktet Karruia och familjen Lentulidae. Inga underarter finns listade i Catalogue of Life.